# 阿爾岡昆 (馬里蘭州)
阿爾岡昆（英語：Algonquin）是位於美國馬里蘭州多徹斯特縣的一個普查規定居民點。

## 人口
根據2020年美國人口普查的數據，阿爾岡昆的面積為7.37平方千米，當中陸地面積為1.42平方千米，而水域面積為5.95平方千米。當地共有人口1220人，而人口密度為每平方千米165.54人。